# Chlamydastis
Chlamydastis é um gênero de traça pertencente à família Agonoxenidae.